# Костенко Микола Павлович
Микола Павлович Костенко (17 грудня 1916, Дорогинка, нині Ічнянського району Чернігівської області — 18 грудня 1976, Тернопіль) — український культурний діяч, журналіст, редактор, письменник, публіцист. Депутат Тернопільської обласної ради багатьох скликань. Член СЖУ і СПУ (1974).

## Життєпис
Учасник Другої світової війни.
Навчався на журналістських курсах. Закінчив Дрогобицький учительський інститут (1947), ВПШ при ЦК КПУ (Київ, 1952).
Від 1935 — на журналістичній роботі: літпрацівник Бахмацької районної газети «Прапор комуни», газети «Більшовик»; завідувач відділу газети «Молодий комунар» (обидві — Чернігів); 1939—1944 — військовий кореспондент ТАРС–РАТАУ, 1944—1952 працював журналістом у м. Дрогобич, 1952—1957 очолював Львівське обласне управління РАТАУ — ТАРС.
У 1957—1976 очолював тернопільську обласну газету «Вільне життя». На громадських засадах — голова обласного відділення Спілки журналістів України та обласного літературного об'єднання.

## Творчість
Автор нарисів і публіцистичних книг
- «Нові горизонти» (1953),
- «Євгенія Долинюк» (1959),
- «Колгоспний музей» (1961),
- «Королева праці» (1961),
- «Під зорями балканськими» (1962),
- «Петро Макаров» (1966, присвячена Болгарії),
- «Народжені для щастя» (1966, присвячена Болгарії).

Усі вказані книги видано у Львові.
Написав спогади про Максима Рильського, Олекси Десняка, Андрія Малишка.
Виступав у періодиці зі статтями про творчість письменників Тернопільщини.
Літературний наставник Степана Будного, Бориса Демківа, Ганни Костів-Гуски та інших тернопільських письменників.

## Нагороди
Ордени і медалі СРСР.

## Вшанування пам'яті
1983 у Тернополі на фасаді будинку № 2 на вул. Гетьмана Сагайдачного, в якому жив Микола Костенко, встановлено барельєф.
1985 Тернопільська обласна організація НСЖУ заснувала премію його імені.